# Bruti
Tóth Imre (művésznevén Bruti, Debrecen, 1970. március 11. –) magyar humorista, dalszerző, zenész, műsorvezető.

## Pályafutása
Testvérével Debrecenben nőtt fel, édesapjához hasonlóan fűtésszerelő lett. Az érettségi megszerzése céljából 38 évesen ült vissza az iskolapadba. Beceneve onnét ered, hogy kamaszkorában sokszor használta a „brutális” szót.
Tizenévesen kezdett gitározni, majd több debreceni zenekarban játszott 1987 és 1995 között. Leginkább blues, rock n' roll zenészként ismerik. A '90-es évek elején a Marshall zenekarral kiadták a "Pénz a bőr alatt" c. albumukat. Később a zenekar feloszlása után, saját dalokon dolgozott.
2003-ban került a debreceni Friss rádióhoz, ahol a Trisó (közélet, humor) műsorban szerepelt évekig, többek közt olyan ismert arcokkal, mint Hadházi László, vagy Váradi Ferenc.
2006-ban műsorvezető társával, Varga Attila "Sixx"-szel saját rádióműsort indított Fotelpatkányok néven. Külföldi és magyar sorozatokat boncolgattak, és réteg műsorhoz képest, meglepően nagy sikereket értek el. Ekkor rendszeresen írt a Hogyvolt blogra is.
Hadházi László meghívására 2008-ban részt vett a Dumavölgy – Humorvár rendezvénysorozaton Nagyvázsonyban, ahol dalszerzőként és előadóként is bemutatkozott. Ekkor kezdődött humorista karrierje, és ugyanitt lépett fel először az MR1-Kossuth Rádió Rádiókabaré c. műsorában is, ami azóta rendszeressé vált Bruti és a Kültagok néven. Partnerei: Vida Péter, Kovács András Péter, Hadházi László.
Ugyanebben az évben, ősszel bemutatkozott a Godot Dumaszínházban, a Fiatal Félőrültek Fesztiválján is, majd novemberben társulat tagja lett. Az ország számos pontján fellép, 2009-től állandó szereplője a Comedy Central csatorna, Comedy Central bemutatja c. műsorának, majd az RTL Klubon futó, Showder Klubban is.
2013-ban létrehozta a Dallal a Falnak című egész estés műsort, ahol a Bruti és a Kültagok nevű swing zenekarával játsszák a dalait stand-up betétekkel. A zenekar eredetileg a debreceni Párdon zenekar a következő felállásban: Kiss Virág – Ének, Blaskovits Attila – ütősök, Hegyes Bertalan – bőgő, basszusgitár, Hernyák Marcell – zongora, Varga Gergely – trombita.
2014 augusztusában megvált a Dumaszínháztól, azóta szabadúszó.
2016-ban létrehozta a Humorellátó Produkciós Irodát, ami humoristák, zenészek és egyéb szórakoztató produkciók kiajánlásával foglalkozik.
2017. április 23-án a Magyar Kétfarkú Kutya Párt Brutit indította a zuglói időközi választáson, aki 109 szavazatot kapott, és ezzel megelőzte a Lehet Más a Politika jelöltjét.
2020-ban a Covid-19 hatására, a fellépések elmaradása miatt elindította saját Twitch csatornáját.
2017-ben a Magyar Kétfarkú Kutya Párt jelöltje a zuglói időközi választáson, 2024-ben a párt EP-listájának negyedik helyén szerepelt.
2024 őszén Tisza Szigetet alapított Debrecenben és októberben megjelent a Tisza MTVA-s tüntetésén is ahol beszédet mondott. 2025. január 10-én a média is leközölte a csatlakozást a Tiszához.
Debrecen kertvárosában él párjával, Papp Tímea kőművésszel. Szabadidejében szeret túrázni, sorozatokat nézni, hangszereket gyűjt.

## Idézet
Hét év alatt, ha mást nem is, de azt megtanultam, hogy addig nem megyek le a színpadról, míg a közönség ki nem röhögte magát.

## Munkái

### Televízió
- Showder Klub, RTL Klub (előadó)
- A Comedy Central bemutatja, Comedy Central (előadó)
- Munkaügyek (1 epizódban, mint TEK-kommandós)
- ATV (előadó)

### Rádió
- Trisó, Fotelpatkányok k, Friss Rádió, Debrecen
- Rádiókabaré, MR1-Kossuth rádió, Budapest

### Dalok
- Csecsemődal (Rádiókabaré). YouTube
- Idegenkívüli lény. YouTube
- Takaríts ki! YouTube
- Miért fáj a szerelem. YouTube
- Népdal boncolgatás (Rádiókabaré). YouTube
- Néhány apró különbség...(Rádiókabaré). YouTube
- M6-os (Rádiókabaré). YouTube
- A testen rabolt srác (koncert videó). YouTube